# Panorama Tatr

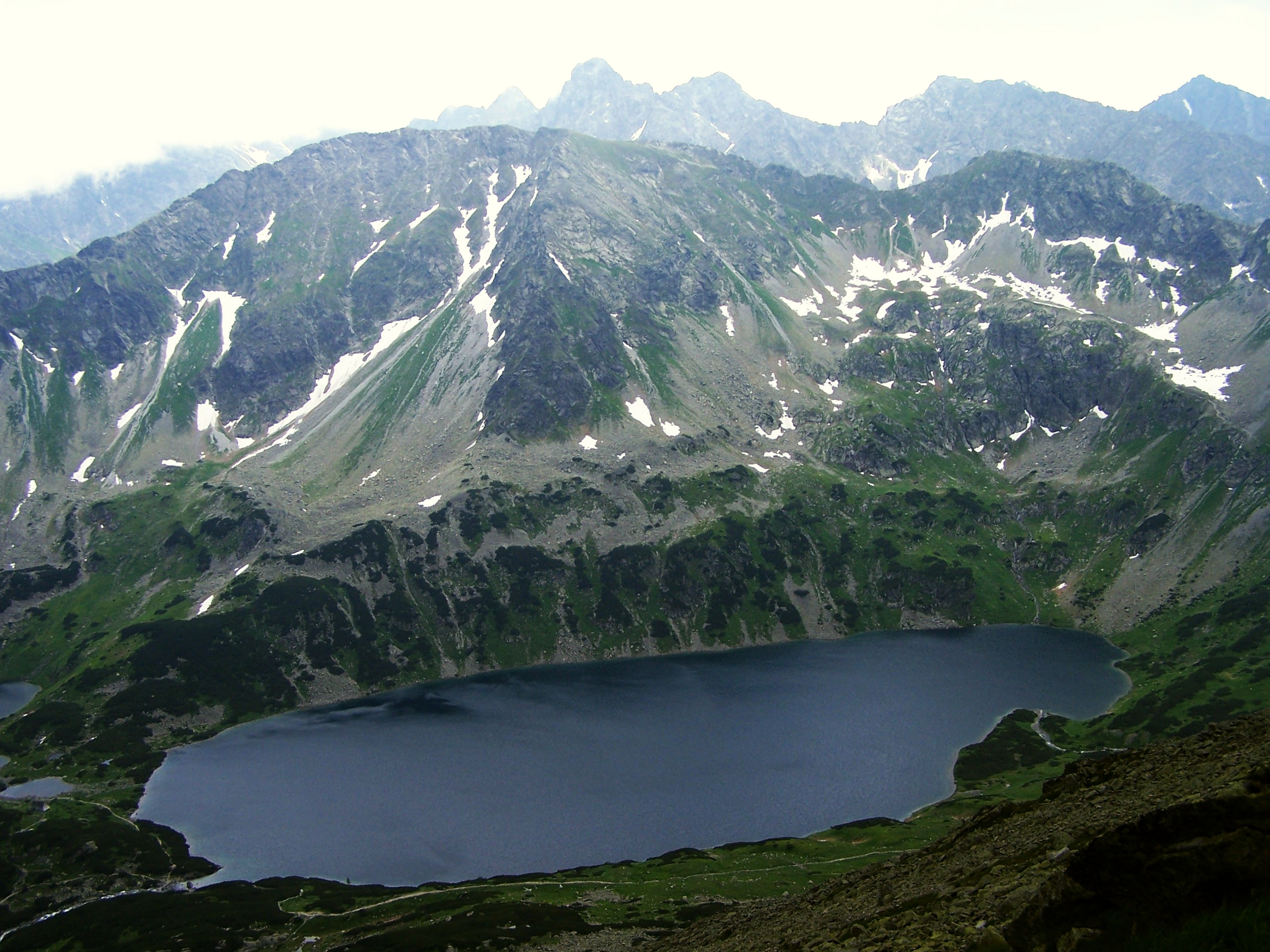
Szczyt Miedzianego, z którego szkicowano Panoramę Tatr

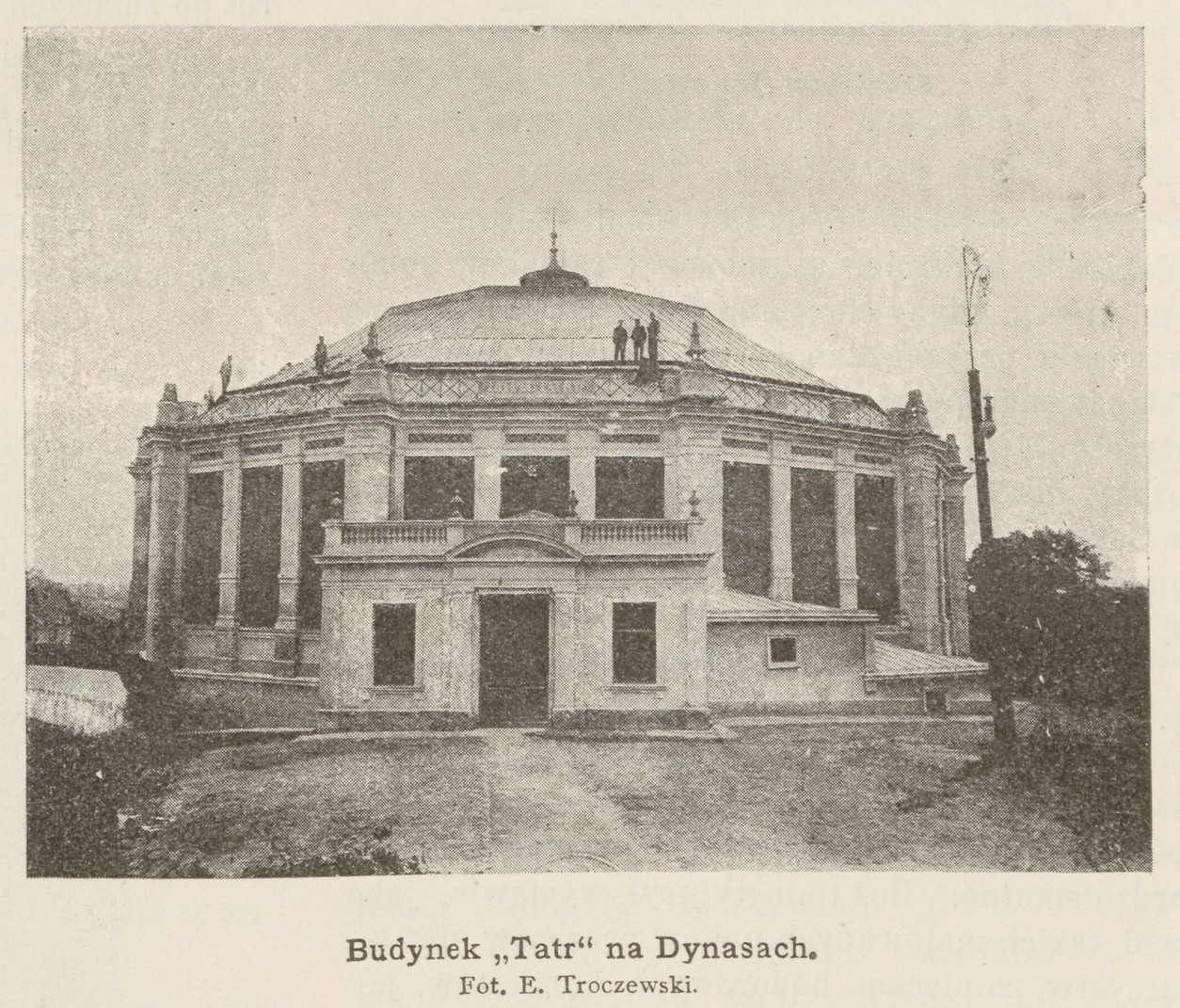
Rotunda, w której wystawiana była Panorama Tatr

Panorama Tatr – panoramiczny obraz olejny przedstawiający widok z Miedzianego, największy polski obraz, jaki kiedykolwiek powstał. Miał wymiary 115 m długości i 16 m wysokości, a tym samym powierzchnię większą od Panoramy Racławickiej. Monumentalna panorama przedstawiała kompletny widok z Miedzianego (2233 m n.p.m.), zawierała wszystkie bliższe i dalsze plany. Obraz został wzbogacony na pierwszym planie postaciami osób związanych z Tatrami (m.in. Tytus Chałubiński, Wojciech Gerson, Stanisław Witkiewicz, ks. Józef Stolarczyk i Jan Krzeptowski-Sabała).
Pomysłodawcą namalowania panoramy był krakowski prawnik dr Henryk Lgocki, który podczas wycieczki do Doliny Kościeliskiej w czerwcu 1894 r. przedstawił projekt malarzom, Włodzimierzowi Tetmajerowi i Wincentemu Wodzinowskiemu. Miejsce malowania wybrał znawca Tatr i autor książek o nich, malarz Walery Eljasz-Radzikowski, wskazując szczyt Miedzianego jako idealne miejsce do podjęcia pracy.
Przez dwa sezony letnie grupa malarzy zakwaterowana w schronisku nad Morskim Okiem wspinała się codziennie na szczyt Miedzianego, by przygotowywać kolejne szkice. Panorama powstawała w Monachium, gdyż w okolicy nie było odpowiednio wielkiej pracowni. Kierownikami prac malarskich byli polscy malarze Antoni Adam Piotrowski i Stanisław Janowski oraz Niemiec Ludwig Boller. Nad detalami pracowali ponadto: Apolinary Kotowicz, Konstanty Mańkowski, Stanisław Radziejowski, Władysław Wankie, Kasper Żelechowski oraz Emilian Jasiński i Roman Kochanowski. Postacie osób związanych z Tatrami namalował Teodor Axentowicz. Pod koniec prac tragicznemu wypadkowi uległ Ludwig Boller, który zmarł w wyniku obrażeń odniesionych podczas upadku z rusztowania.
Obraz ukończono w 1896 i wystawiono najpierw w Monachium, a później w Warszawie na Dynasach, w specjalnie wzniesionym budynku-rotundzie zaprojektowanym przez Karola Kozłowskiego. Broszurę Objaśnienie do olbrzymiego obrazu Tatry napisał Kazimierz Przerwa-Tetmajer. Wskutek poniesionych kosztów, które przekroczyły kwotę 100 000 rubli, przedsięwzięcie okazało się finansowym niewypałem. Obraz zlicytowano i pocięto na materiał do malowania innych obrazów. Na odwrocie fragmentu Panoramy Tatr Jan Styka namalował Męczeństwo pierwszych chrześcijan, a pozostałe części zaginęły. Jedyną pamiątką po największym polskim obrazie są dwa szkice Stanisława Janowskiego zachowane w Muzeum Narodowym w Krakowie.
Fakt przejęcia przez Stykę znacznej części Panoramy Tatr i wykorzystanie jej jako płótna dla własnego obrazu spotkał się z oburzeniem ze strony środowisk malarskich. Panorama Tatr była jedyną polską panoramą, której nie malował ani Jan Styka, ani Wojciech Kossak, wobec czego wywołało to skandal i podejrzenia o motywy, jakimi się kierował autor Męczeństwa pierwszych chrześcijan. Obraz Styki, na odwrocie którego znajdował się wielki fragment Panoramy Tatr, przepadł bez śladu w czasie I wojny światowej w Rosji.